# M'Sila
M'Sila is een stad in Algerije en is de hoofdplaats van de provincie M'Sila.
M'Sila telt naar schatting 123.000 inwoners.

## Geboren
- Yacine Titraoui (28 juli 2003), voetballer

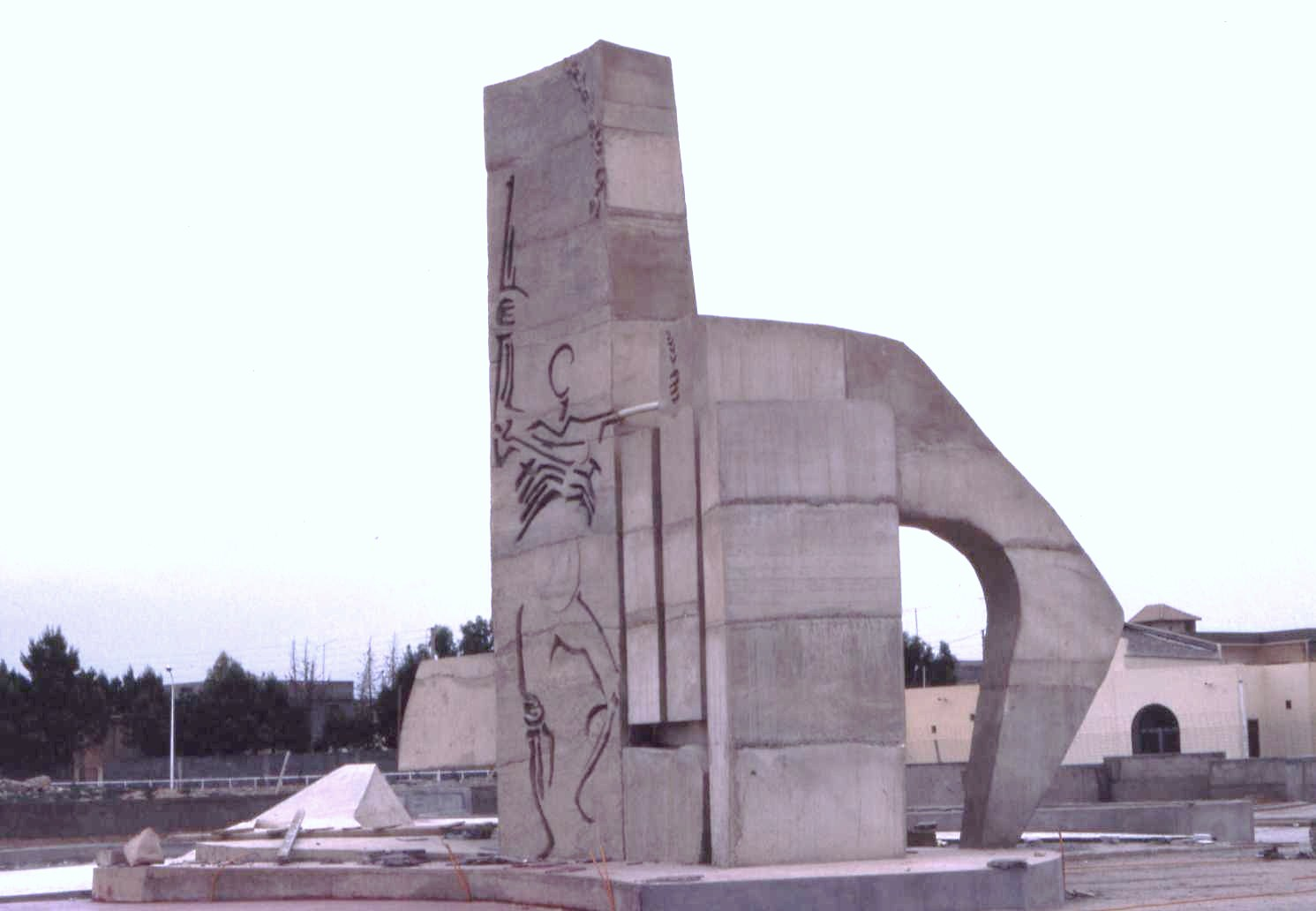
Monument voor de martelaren van M'Sila